# ديفيد غراهام (لاعب كريكت بريطاني)
ديفيد غراهام (21 مايو 1971 في المملكة المتحدة - ) (بالإنجليزية: David Graham)‏ هو لاعب كريكت بريطاني. لعب مع Herefordshire County Cricket Club ‏.

## وصلات خارجية
- دايفيد غراهام على موقع إي آس بي آن كريك إنفو (الإنجليزية)